# 高都景德寺
高都景德寺，位于山西省晋城市泽州县高都镇南街村，是一座古建筑，建于宋至清。
2013年3月5日，高都景德寺公布为第七批全国重点文物保护单位，编号7-0778。